# ナヌムの家
ナヌムの家（나눔의집、英語名：House of Sharing）は、かつて日本軍の慰安婦であったと主張する韓国人女性数名のためとして、寄付金と補助金を集めてきた施設である。韓国キリスト教系の挺対協とは懇意で慰安婦ビジネス等で協力関係にあるが、こちらは韓国仏教系で別組織である。ナヌムは朝鮮語で「分かち合い」、ナヌメチプで「分かち合いの家」の意。韓国京畿道広州市にあり、社会福祉法人大韓仏教曹渓宗ナヌムの家が運営する施設。「被害の歴史を昇華させ、世界的な歴史と平和、人権の聖地にすること」を目的に掲げているが、劣悪な環境で寄付金や補助金の99%以上を搾取しながら、「ナヌムの家に歯向かわない」旨の契約書にサインした者のみを入所させている反日慰安婦ビジネス施設と指摘されている。　2020年に慰安婦搾取が発覚するまでの所長は安信権（アン・シングォン）。
北緯37度26分34.4秒 東経127度19分18.3秒

## 概要
この民間施設で余生を送っている5人の元慰安婦とされる女性は、「慰安婦制度」について、その被害者として日本政府に対し謝罪や賠償を求め続けているとされていた。日本軍による強制連行があったかどうかは両国や専門家の間で議論が行われているが、施設は「（韓国の主張する）正しい歴史認識」を持つことなども訴えている。慰安婦らは支援団体の主張してきた日本政府に対し謝罪や賠償ではなく、実際のお金を受け取ることを求めて、日本との和解を受け入れようとすることを毎回支援団体が妨害していたことが判明した。ナヌムの家の一部の慰安婦は毎週水曜日にはソウルの日本大使館前の慰安婦像脇の歩道で韓国挺身隊問題対策協議会（挺対協）などが主催する日本政府の公式な謝罪と賠償を求めるデモ（水曜デモ）に参加していた。併設する日本軍｢慰安婦｣歴史館や活動の資金は、韓国内や日本など諸外国の市民・活動団体ならびに来訪者の寄付、および歴史資料館の入場料（2千 - 5千ウォン）宿泊料（2万ウォン）である。所長はウ・ヨンホ。1年間の来訪者数は1万人。そのうち3000〜5000人が日本からの訪問者である。ナヌムの家の支援団体として、宋連玉青山学院大学教授が共同代表を務める日本軍「慰安婦」記念館設立後援会がある

2020年には実際に元慰安婦当人らには居住地を提供以外には別途の支援事をしてこなかったことや数々の不正・搾取が韓国でも報道された。2020年時点で、運営法人である社会福祉法人大韓仏教曹渓宗ナヌムの家は、60億ウォンを越える不動産と70億ウォンを越える現金の資産を蓄財していたとの報道もある。

## 入所者・入所経験者
ナヌムの家へ入所中で元慰安婦であるとされる女性

李玉善（イ・オクソン）

李玉仙（イ・オクソン）

姜日出（カン・イルチュル）

朴玉善（パク・オクソン）

鄭福壽（ジョン・ボクス）

過去にナヌムの家に入所しており、移住した人

柳善男（ユ・ヒナム）

金順玉（キム・スンオク）

金貞分（キム・ジョンプン）

李容洙（イ・ヨンス、水曜デモにも他の生存慰安婦らも参加しなくなる中で最後まで唯一参加していたなど最も支援団体と近かった慰安婦。後にナヌムの家で暮らす別の慰安婦が、お金を受け取りたいができないといって泣いたていたこと、元慰安婦らの意向が反映されていなかったことや支援団体の不正を告発と絶縁宣言）

ナヌムの家入所中に亡くなった人

姜徳景（カン・ドクキュン）（1997年2月死去 68歳）

金順徳（キム・スンドク）（2004年6月30日死去 83歳）

裴春姫（ペ・チュニ）（2014年6月8日死去 91歳）（ナヌムの家で慰安婦らは監視下にあり、自由に発言も外との連絡も出来ないこと、動員状況と慰安所での生活と朝鮮人慰安婦について、「強制連行はなかったと思う。慰安婦は軍人を世話する者だった。かっぽう着を着て、軍人のための千人針をもらった。日本を許したいが、それを話すことはできない」「日本政府は絶対にそのようなことをやっていない」、「日本人が捕まえて行ったというようなことはない」と亡くなる前に朴裕河教授に証言）

金外漢（キム・ウエハン）（2015年6月11日死去 81歳）終戦当時11歳

金君子（キム・グンジャ）（2017年7月23日死去 91歳）

他、9名

資料館では元慰安婦の亡くなった当時の胸像が展示されている。
- 尚、2020年5月現在、韓国女性家族部による政府登録元慰安婦は240人。うち生存者は17人[36][37]。

## 沿革
- 慰安婦問題が朝日新聞の報道で1991年ごろから日韓両国で強くクローズアップされた。1992年6月に「『ナヌムの家』建立促進委員会」が大韓仏教曹渓宗を中心とした仏教団体・各種社会団体により結成され、全国的な募金運動が開始された。集まった寄付などを元にして、1992年10月、ソウル特別市麻浦区西橋洞に「ナヌムの家」が開設された。
- 1995年、京畿道広州市退村面源當里に移転。
- 1995年7月、国連人権委員会のラディカ・クマラスワミ特別報告官が訪れ、元慰安婦たちへの聞き取り調査を行う。（クマラスワミ報告を参照）
- 2011年3月、5年間ボランティアスタッフとして滞在していた日本人男性が[38]、ナヌムの家の事務所から、事務所に無断でシンポジウムに参加し元慰安婦の通訳をしたこと、始末書の不提出などを理由に解雇された[39][40]。この日本人男性は、当時運営体制とその支援金横領について批判していた（後述の「支援金横領」参照）。2020年5月には漸く、韓国検察の調査が行われた[41]。
- 2014年6月16日、ナヌムの家で共同生活する李玉善ら元慰安婦9人が、朴裕河が2013年8月に出版した『帝国の慰安婦』が自分たちへの名誉棄損だとして同書の出版差し止めと、1人あたり3千万ウォンの計2億7千万ウォンの損害賠償を求めて訴えた[42]。
- 2014年8月にフランシスコ (ローマ教皇)が韓国を訪問した際、法王の地方視察にナヌムの家を入れて欲しいと要望したが、ローマ教皇庁に断られている[43]。
- 2015年7月16日、共同通信、北海道新聞、神戸新聞など日本の報道機関16社の論説委員や編集委員たち17人による訪問団が訪れ李玉善など4人に質疑応答を行った[44]。
- 2020年に2015年9月から2019年4月まで4年間、出勤記録が存在しないR氏（僧侶）に給与約5300万ウォン（約460万円）を支給した出勤記録もない「幽霊職員」に給与支給、2015年1月～2020年4月の間、法人代表理事の健康保険料735万6000ウォン（約64万円）が後援金から支出、増築工事をした際に特定業者と随意契約、理事会の議事録隠蔽、違法・不法を犯した事実が確認された。京畿道は行政処分とともに特別司法警察官で特別捜査チームを設置した[28][45]。

## 訴訟

### 被告側・世界平和ムクゲ会側との裁判
2004年にシム・ミジャ（2008年死亡）ら元慰安婦33名に「あなたがたはいつ死ぬか分からない慰安婦被害者を歴史の舞台に物乞いとして売り、私腹を肥やしてきた悪党」と批判し、慰安婦ら当人のみの支援団体として、「世界平和ムクゲ会」を設立した。その内シムさんら13人は挺対協とナヌムの家に対して、日本軍慰安婦または女子勤労挺身隊ではない、日本政府がいう偽者を動員し、ソウル日本大使館の前や周辺で日本軍慰安婦に対するアジア女性基金を「欺瞞」、「日本のカネを受領するのは（慰安婦は）公娼であるを認めること」、その他にも被告が日本軍慰安婦の利益を代弁するという趣旨の内容や表現を提唱・流布する行為を禁ずる「募金行為およびデモ動員禁止仮処分」申請を出した。しかし、ソウル西部地裁はこれを棄却した。訴訟に参加していた慰安婦は「おばあさんたちの血を吸うなと(世界平和ムクゲ会側は)裁判を起こしたが、裁判官は見当違いのことばかり言っていた」と語っている。

### 原告側
ナヌムの家で共同生活する元慰安婦とされる女性9人による訴訟（当事者が高齢のため訴訟はナヌムの家運営側により実行・支援されており、原告である元慰安婦の中には訴訟そのものを認識していない人もいる）

### 日本政府への訴訟
- 2013年日本政府に対し慰謝料の支払いを求めて申し立てた調停について、2015年12月ソウル中央地裁は損害賠償請求への移行を認めた。2015年12月の慰安婦問題の政府間協議において、その具体的な解決に合意しているが、元慰安婦たちは韓国政府から事前に話がなかったとして、今後別途この訴訟で日本の公的な謝罪と法的賠償を求める予定[50]。

### 朴裕河への訴訟
- 2014年6月16日、世宗大学校教授朴裕河が2013年8月に出版した『帝国の慰安婦』について、朴と親しかったペチュニ元慰安婦の死後に自分たちへの名誉棄損だとして同書の出版差し止めと、1人あたり3千万ウォンの計2億7000万ウォンの損害賠償を求めてソウル東部地裁に民事提訴した[42][51]。2016年1月13日、ソウル東部地裁は朴教授に対し9000万ウォンの支払いを命じた。この著書の中で慰安婦について「自発的な売春」「日本軍と同志的な関係にあった」などの記載が「虚偽の事実を示し、原告の名誉と人格権を侵害した」としている[50]。これに対し朴教授は控訴する方針。
- 同時に名誉毀損罪で刑事告訴も行っており、ソウル東部地検は朴教授を在宅起訴している。初公判は2016年1月20日（水）[50]

## 園長による性的関係の強要事件
2001年2月に、当時ナヌムの家の初代園長で曹渓宗の僧侶でもあった慧眞（ヘジン）が、女性職員数名に対して地位を濫用して性交渉を強要した事実があったと暴露された。韓国性暴力相談所に女性職員が「園長という地位を利用して、1997年2月から1998年の5月までひと月に2、3回ずつ性関係を強要された」と告発したことで公になったこの件について、慧眞は自ら会見を行い、事件について告白するとともに、園長職を辞任した。結果的に罪に問われることはなかったが、僧籍を返還している。なお、慧眞は告発される直前の2000年12月に開催された「日本軍性奴隷制を裁く女性国際戦犯法廷」に参加し、慰安婦問題について「反人道的な戦争犯罪」とのコメントを残している。
20年後、後述の各種疑惑が噴出するなかで、あらためて当事件がクローズアップされ、当時も調査をしただけで有耶無耶になり、報告書で数々の問題点を指摘されたものの、組織の体質は何も変わっておらず、結果的に自浄作用が働かずに不正が長年放置されていたと指摘されている。

## 劣悪な環境・補助金搾取・寄付金支援金横領・監禁・虐待など各種不正
ナヌムの家の入居者らは一人も20年以上にわたって集められた118億ウォンを超える後援金などの恩恵を一切得られず、むしろナヌムの家側に月10万ウォン（約9000円）を受け取る代わりに後援金や補助金など金銭面に一切に関与しないという約定書に拇印を押さなければならなかった。2020年の内部告発職員が公開した約定書には「2001年1月から亡くなるまで月10万ウォンを支給することを約束する」「同時に慰安婦はナヌムの家の後援金に一切関与しないよう約定して誓う」という文面だったが、月10万ウォンさえも2009年から10年以上も中断されていた。更に慰安婦らは本人が希望する外出や遠足はナヌムの家から禁止されて一度も行けない監禁状態であるのに、ナヌムの家主催の行事にはいつでも参加が義務になっていた。ナヌムの家を運営する社会福祉法人『大韓仏教曹渓宗ナヌムの家』は慰安婦の生活安定と福祉を名分に掲げているが実状は乖離していて、法人名義の現金資産だけで72億ウォンを持っているにもかかわらず、10人以上生存していた時から20年間慰安婦を世話する看護師はたった1人だった。施設であるはずのナヌムの家からは居住地提供以外一切支援は無いので、病院費・看病費・生活物品まで慰安婦ら個人の財布から支出している有様だった。実際に2019年6月に慰安婦の一人が壊れたベッドから落ちてケガをした際にも、施設の事務長は病院に連れて行くこと拒否し、ベッドの買い替えも拒否していたことが告発によって明らかになっている。告発した職員らはナヌムの家法人が無法天下だったのは、管理・監督機関である広州市と京畿道、そして捜査機関の幇助があったためとしてナヌムの家の官側主務部署である京畿道と広州市、現地警察・検察にも責任と罪を問うべきだとも指摘している。ナヌムの家の職員が、政府、自治体からの補助金・支援金が正しく使われていないと内部告発し、広州市が特別監査を行った結果、元慰安婦に食費として支給された補助金を職員の食費と一緒に使っていたり、支援金が建物の増築費用として使われていることが明らかになり、警察も調査を開始した。さらに、将来的にナヌムの家に暮らす元慰安婦全員が他界した場合、施設を老人ホームに改装する計画を立て、支援金を改装費に回すために費用の節減を求められ、多額の支援金を集めているのにもかかわらず、多くの費用を元慰安婦の個人口座から支出せざるをえず、元慰安婦のために十分に使われずにいるとの告発もある。先述の、当時この施設で歴史館研究員を務め、のちに解雇された日本人ボランティアも、看護体制が不十分で、認知症防止や心理治療など元慰安婦が参加できる生活プログラムがない。後援者の声が伝わる運営をしなければならないと10年前にも問題を提起していたが、「日本の右翼を利するだけ」として日韓の慰安婦運動支持者らに無視されていた 。2020年5月時点で内部告発以降に「内部告発派」を運営側が追い出ししており、法人と法人を支持する職員側と、告発者側の内部対立が激化しており、双方による非難の応酬となっている。
2020年5月には2019年の国庫補助金3億743万ウォンのうち、入居者らに支給されのはは28万ウォンに過ぎなかったことが判明した。補助金全体予算に占める比率が0.3%に過ぎない、誕生日祝い金は被害者1人当たり3万ウォン（計18万ウォン）と特別慰労金は1人当たり12万8000ウォン（計76万8000ウォン）さえ、実際の当人らに誕生日祝い支給は合計9万ウォン、特別慰労金は合計19万2000ウォンで搾取していたことが批判を呼んだ。民間からの寄付金である後援金だけで2019年の1年で26億152万ウォンを集めていたが、6400万ウォンしか当人らに渡していなかった。更に入居者ら6人で2018年の1年間に、ナヌムの家から外出した回数はわずか4回とし、施設近くの豚カルビ食堂で外食したのを除くと「証言行事」以外外出が禁止されていた。これは朴裕河教授にペ慰安婦が慰安婦らは監視下監禁状態にある証言していたが、これが大衆にも漸く広く知られた。
2020年5月27日、大韓民国国家人権委員会は元慰安婦に対する人権侵害の疑いで、ナヌムの家の調査を開始した。
2020年6月2日、ナヌムの家の運営法人は懲戒委員会を開き、同年2月時点で辞職願を出していた安信権所長と他一名の職員の辞職を認めた。
2020年には2015〜2018年の支出決議書を見れば、安所長など運営スタッフの説明が虚偽であることが指摘された。更に、慰安婦らに費やされたの2019年の1年間で慰安婦10人（当時）、4月には10万ウォン、5月には外出ランチ費用10万3千ウォン、マッコリ6千ウォン、バスのレンタル料40万ウォン、7月には慰安婦とスタッフの夕食に6万6千ウォン、ハンガー8万9千ウォンの76万4千ウォンだった。この期間にナヌムの家法人への後援金は9億6千万ウォンだが、法人から中抜きされて、施設に入ったお金は2千435万ウォン。更に慰安婦らのためと判断できる支出は上記の76万ウォンだけで、これは2019年の後援金の0.08％という99.92%を搾取するという有様だった。
2020年8月11日、ナヌムの家の寄付金流用疑惑などを調べていた京畿道と民間有識者による官民合同調査団は、2015年から2019年までに集めた後援金寄付金88億ウォンの大半が目的外に流用されていたと発表した。元慰安婦の生活施設に使われたのは全体の2.3％にあたる約2億ウォンにすぎず、その多くも施設運営費などの間接経費に使われ、元慰安婦に直接支援された金額はごくわずかであった。さらに、調査の過程で介護人が元慰安婦に対して暴言などの心理的虐待があった事実も明らかになり、京畿道は調査内容を検討した上で、警察への告発や行政処分を科す方針。
2020年12月18日、韓国警察は、詐欺や業務上横領容疑で安信権前所長らを書類送検した。2021年1月22日、検察は安信権と前事務局長の2人を詐欺罪で在宅起訴した。2023年1月12日、水原地裁城南支部は安信権に懲役2年6月の実刑を、元事務局長ら2人に執行猶予付きの懲役をそれぞれ言い渡した。ナムヌの家の運営法人には罰金1千万ウォンを言い渡した。

### 非僧侶の臨時理事らによる正常化不可能宣言
2020年に寄付金の不正使用問題など各種不正が韓国で広く知られ、施設や法人に対する官民合同の立ち入り調査が実施された後もナヌムの家では、最優先されるはずの慰安婦を「収容者」と見なしていることが指摘された。「ナヌムの家」理事会は曹渓宗僧侶など11人から構成される。2020年1月以降は、広州市が新選した臨時理事8人と既存の理事（僧侶）3人という体制で運営されてきた。しかし、2022年3月に不正報道後に臨時理事となった非僧侶8人中5人が施設運営する曹渓宗と運営側、京畿道と広州市に対しても「曹渓宗の側に立ち、曹渓宗が推薦するか希望する人物を臨時理事として補充した」「ナヌムの家の運営正常化は不可能」と宣言し、ナヌムの家臨時理事から辞任した。

## ドキュメンタリー
- 『ナヌムの家』、1995年、"The Murmuring"
- 『ナヌムの家 II』[67]、1997年、"Habitual sadness"

ともに監督は、ピョン・ヨンジュ（변영주、邊永柱）。
なお、『ナヌムの家 II』に関しては毎日新聞の試写会紹介記事の虚報と、訂正記事におけるさらなる虚報が問題となった。
- 『“記憶”と生きる』、2015年、土井敏邦監督

## アクセス
- 住所：大韓民国京畿道広州市退村面 ガセゴルギル85
- 首都圏電鉄京江線京畿広州駅よりバス「元堂里ナヌムの家」下車、徒歩約10分。またはタクシーで約20分。
- ソウル交通公社2号線江辺駅のテクノマート向かいのバス停から1113/1113-1番バスに乗り「パラダイスアパート」下車、タクシーで約20分。